# El Niño e invierno altiplánico de 2019
Los fenómenos de El Niño e invierno altiplánico de 2019 —nombrado como la temporada de lluvias de 2019— forman parte de un evento meteorológico que se viene desarrollando con intensidad desde mediados de enero de 2019 entre el centro-sur del Perú, norte-centro de Bolivia y el norte de Chile, todos ubicados en América del Sur. Las fuertes precipitaciones se asocian al denominado «invierno altiplánico» en Chile y Perú como también del efecto del fenómeno del Niño en Perú y Bolivia.
La temporada de lluvias en el Altiplano del Titicaca es un fenómeno meteorológico, durante el verano austral, que hace que se generen tormentas en la altura del altiplano boliviano afectado a las planicies del desierto de Atacama, esto influenciado por el calentamiento continental, la circulación de la humedad y el sistema meteorológico, en ocasiones asociadas al Alta de Bolivia.
El fenómeno del Niño se caracteriza por el incremento de la temperatura del agua superficial del mar en el Pacífico ecuatorial central y oriental, como también el debilitamiento de los vientos alisios. El fenómeno se manifestada, en la costa oeste sudamericana, con fuertes lluvias que causan desbordes, inundaciones y aluviones.
Antes del inicio del fenómeno, se registraron fuertes lluvias en la Amazonía de Perú y Bolivia, así como un ascenso considerable de la temperatura con olas de calor en las costas de Perú y Chile. En Bolivia, se han registrado intensas lluvias desde inicios de enero en el norte-centro del país. En el Perú, a finales de enero las precipitaciones se incrementaron y concentraron en la parte centro-sur del país. En Chile, la zona norte experimentó lluvias de gran intensidad que dieron como resultado las inundaciones de sus principales centros urbanos. Desde mediados de febrero también viene afectando a la costa norte peruana.
El 4 de enero de 2019, la  Comisión Multisectorial encargada del Estudio Nacional del Fenómeno El Niño (ENFEN) activó el estado de Alerta de El Niño, de magnitud débil. El 14 de febrero de 2019, la Oficina Nacional de Administración Oceánica y Atmosférica
(NOAA) declaró la presencia del fenómeno de El Niño en condiciones débiles.

## Desarrollo
El gobierno peruano ha declarado en zonas de emergencia por las fuertes precipitaciones y deslizamientos de tierras, conocidas en Perú como huaicos, a los departamentos de Pasco, Lima, Arequipa, Áncash y La Libertad. aunque se encuentra bastante extendido en los otros departamentos, siendo los más graves Junín, Huancavelica, Apurímac, Puno, Arequipa, Moquegua y Tacna.
El gobierno chileno declaró en estado de catástrofe a la región de Antofagasta, pero las lluvias también afectaron a las regiones de Arica y Parinacota, Tarapacá y Atacama.
En febrero, Bolivia declaró en alerta roja en los departamentos de La Paz, Cochabamba y Beni.

## Clima

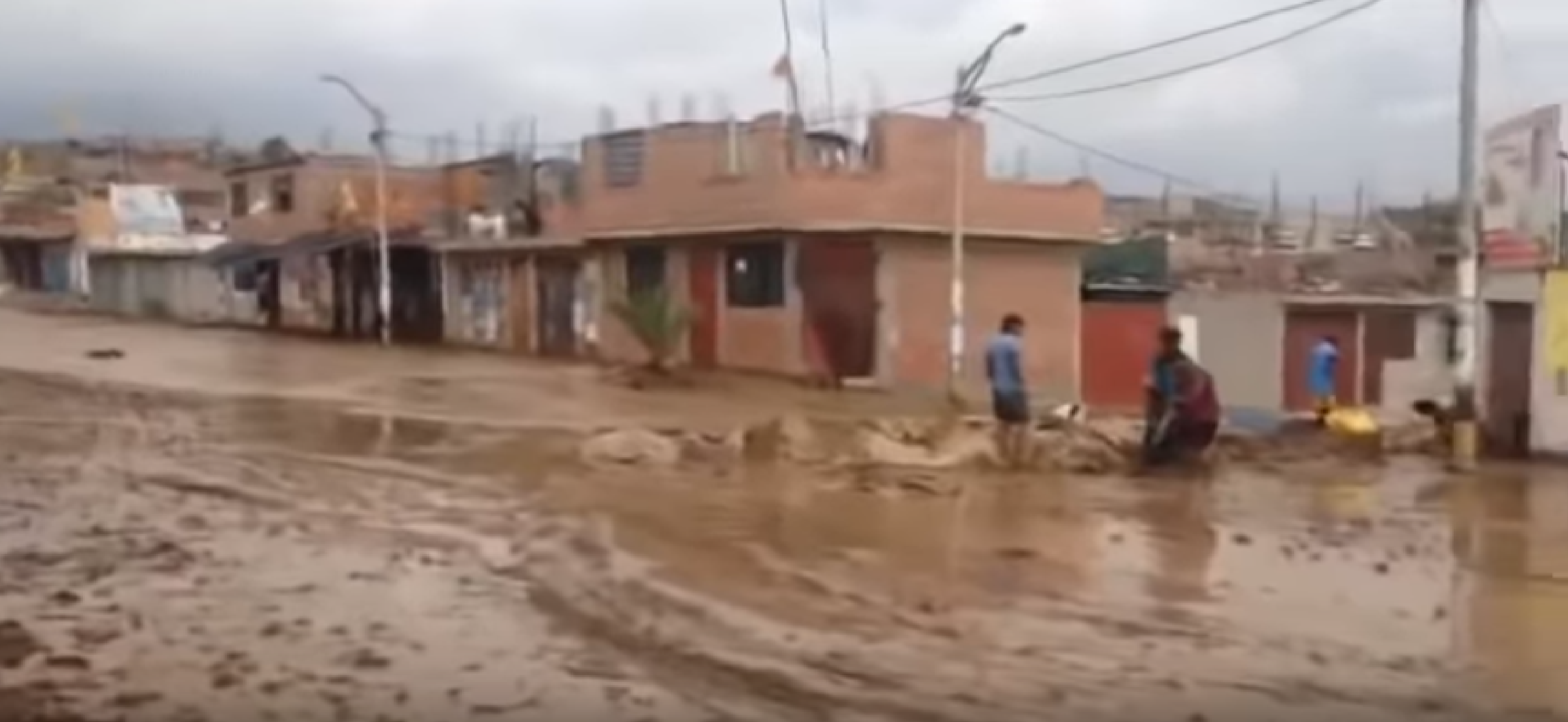
Barrio del distrito de Calana en Tacna (Perú) durante un huaico.

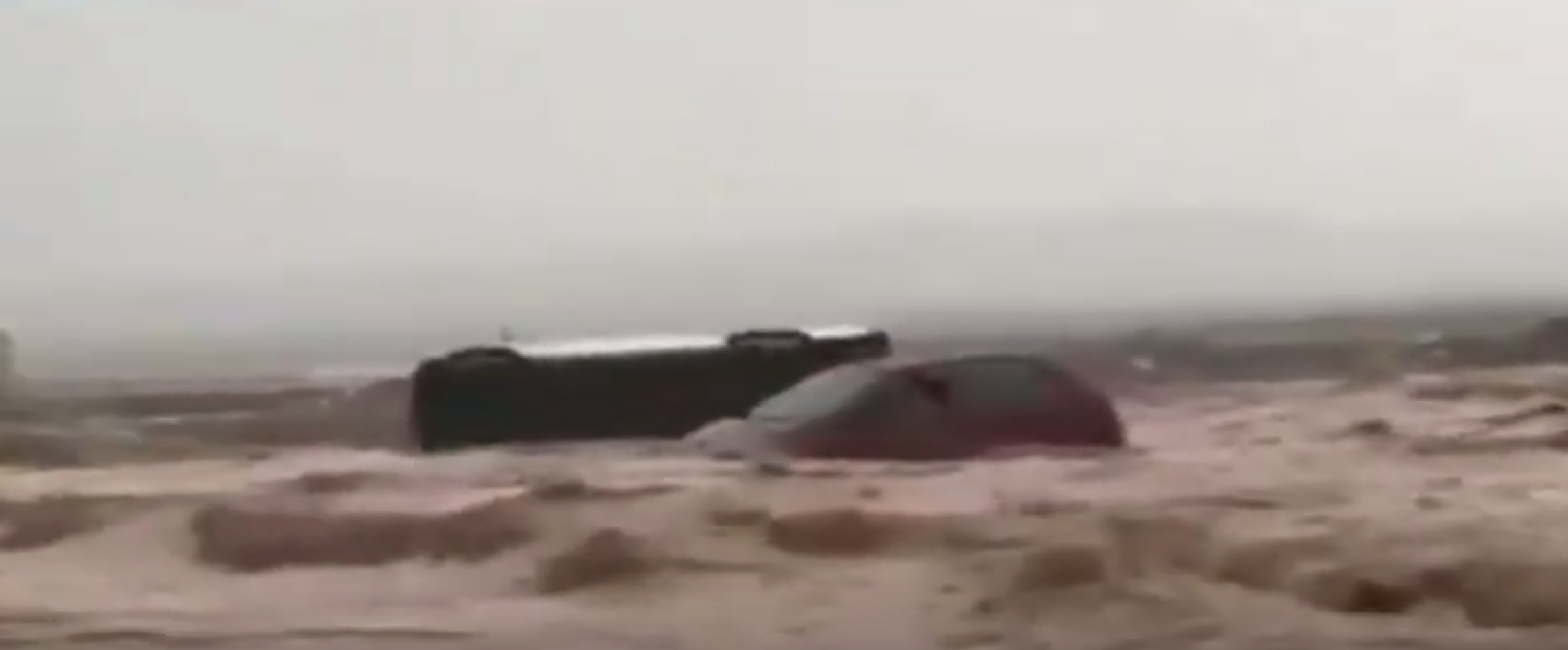
Autos camino a Calama (Chile) atrapados o apartados por las lluvias.

El 5 de enero de 2019 el Servicio Nacional de Meteorología e Hidrología del Perú (Senamhi) anunció que El Niño ya se encontraba de forma incipiente en el clima peruano, pero que alcanzará su máximo poder en marzo. Según los especialistas los niveles de calor registrado en la costa peruana se han presentado en anteriores fenómenos como en 1998 o 2017. En Chile, la ola de calor registrada en enero de 2019 lo relacionan al invierno altiplánico, el fenómeno del Niño y a masas de aire cálido continental aunque "es muy pronto para asignarle un porcentaje de responsabilidad".
Desde la perspectiva del gobierno chileno, las lluvias no tienen relación con el fenómeno en Perú y más bien se originan por los vientos del altiplano andino; pero al ubicarse ambos países en el mismo terreno, suelen compartir las consecuencias del uno al otro. En realidad «de forma oficial» el mundo científico no lo descarta ni lo afirma, según Raúl Fuentes, de climatología de la Dirección Meteorológica de Chile:

No hay estudios científicos que den una base certera de la relación con El Niño costero con las lluvias en el norte.

En la práctica, los puntos de conexión entre Perú y Chile son los más afectados, pues en este sitio se concentran diferentes fenómenos con una frontera climatológica difícil de despejar.